# 小行星列表/196601-196700
| 名稱                 | 臨時編號   | 發現日期      | 發現地點   | 發現者                         |
| -------------------- | ---------- | ------------- | ---------- | ------------------------------ |
| 小行星196601         | 2003 QY68  | 2003年8月25日 | 芦苇溪     | 约翰·布劳顿                    |
| 小行星196602         | 2003 QQ70  | 2003年8月23日 | 索科罗     | 林肯近地小行星研究小组         |
| 小行星196603         | 2003 QT70  | 2003年8月23日 | 帕洛马山   | 近地小行星追踪                 |
| 小行星196604         | 2003 QH74  | 2003年8月24日 | 索科罗     | 林肯近地小行星研究小组         |
| 小行星196605         | 2003 QM75  | 2003年8月24日 | 索科罗     | 林肯近地小行星研究小组         |
| 小行星196606         | 2003 QX75  | 2003年8月24日 | 索科罗     | 林肯近地小行星研究小组         |
| 小行星196607         | 2003 QC76  | 2003年8月24日 | 索科罗     | 林肯近地小行星研究小组         |
| 小行星196608         | 2003 QE77  | 2003年8月24日 | 索科罗     | 林肯近地小行星研究小组         |
| 小行星196609         | 2003 QQ78  | 2003年8月24日 | 索科罗     | 林肯近地小行星研究小组         |
| 小行星196610         | 2003 QK79  | 2003年8月25日 | 索科罗     | 林肯近地小行星研究小组         |
| 小行星196611         | 2003 QA85  | 2003年8月24日 | 索科罗     | 林肯近地小行星研究小组         |
| 小行星196612         | 2003 QQ89  | 2003年8月27日 | 茂宜岛     | 近地小行星追踪                 |
| 小行星196613         | 2003 QN90  | 2003年8月28日 | 索科罗     | 林肯近地小行星研究小组         |
| 小行星196614         | 2003 QB96  | 2003年8月30日 | 基特峰     | 太空监视                       |
| 小行星196615         | 2003 QY107 | 2003年8月31日 | 索科罗     | 林肯近地小行星研究小组         |
| 小行星196616         | 2003 QE108 | 2003年8月31日 | 索科罗     | 林肯近地小行星研究小组         |
| 小行星196617         | 2003 QQ111 | 2003年8月31日 | 基特峰     | 太空监视                       |
| 小行星196618         | 2003 QG114 | 2003年8月26日 | 索科罗     | 林肯近地小行星研究小组         |
| 小行星196619         | 2003 RH3   | 2003年9月1日  | 索科罗     | 林肯近地小行星研究小组         |
| 小行星196620         | 2003 RN4   | 2003年9月3日  | 索科罗     | 林肯近地小行星研究小组         |
| 小行星196621         | 2003 RH5   | 2003年9月1日  | 索科罗     | 林肯近地小行星研究小组         |
| 小行星196622         | 2003 RN5   | 2003年9月1日  | 索科罗     | 林肯近地小行星研究小组         |
| 小行星196623         | 2003 RX5   | 2003年9月2日  | 索科罗     | 林肯近地小行星研究小组         |
| 小行星196624         | 2003 RK9   | 2003年9月4日  | 基特峰     | 太空监视                       |
| 小行星196625         | 2003 RM10  | 2003年9月13日 | 可可尼诺县 | 洛厄尔天文台近地小行星搜寻计划 |
| 小行星196626         | 2003 RH11  | 2003年9月13日 | 茂宜岛     | 近地小行星追踪                 |
| 小行星196627         | 2003 RR14  | 2003年9月13日 | 茂宜岛     | 近地小行星追踪                 |
| 小行星196628         | 2003 RV16  | 2003年9月15日 | 帕洛马山   | 近地小行星追踪                 |
| 小行星196629         | 2003 RH20  | 2003年9月15日 | 可可尼诺县 | 洛厄尔天文台近地小行星搜寻计划 |
| 小行星196630         | 2003 RH21  | 2003年9月15日 | 可可尼诺县 | 洛厄尔天文台近地小行星搜寻计划 |
| 小行星196631         | 2003 RE22  | 2003年9月14日 | 茂宜岛     | 近地小行星追踪                 |
| 小行星196632         | 2003 SH1   | 2003年9月16日 | 基特峰     | 太空监视                       |
| 小行星196633         | 2003 SO2   | 2003年9月16日 | 基特峰     | 太空监视                       |
| 小行星196634         | 2003 SC3   | 2003年9月16日 | 帕洛马山   | 近地小行星追踪                 |
| 小行星196635         | 2003 SO3   | 2003年9月16日 | 帕洛马山   | 近地小行星追踪                 |
| 小行星196636         | 2003 SA4   | 2003年9月16日 | 基特峰     | 太空监视                       |
| 小行星196637         | 2003 SF8   | 2003年9月16日 | 基特峰     | 太空监视                       |
| 小行星196638         | 2003 SO10  | 2003年9月17日 | 基特峰     | 太空监视                       |
| 小行星196639         | 2003 SD13  | 2003年9月16日 | 基特峰     | 太空监视                       |
| 小行星196640Mulhacén | 2003 SO15  | 2003年9月17日 | 黑彭海姆   | F. Hormuth                     |
| 小行星196641         | 2003 SP17  | 2003年9月17日 | Kvistaberg | 烏普薩拉－DLR小行星巡天        |
| 小行星196642         | 2003 SR17  | 2003年9月17日 | 基特峰     | 太空监视                       |
| 小行星196643         | 2003 SH18  | 2003年9月16日 | 基特峰     | 太空监视                       |
| 小行星196644         | 2003 ST23  | 2003年9月17日 | 基特峰     | 太空监视                       |
| 小行星196645         | 2003 SW23  | 2003年9月17日 | 基特峰     | 太空监视                       |
| 小行星196646         | 2003 SY23  | 2003年9月17日 | 基特峰     | 太空监视                       |
| 小行星196647         | 2003 SL25  | 2003年9月17日 | 基特峰     | 太空监视                       |
| 小行星196648         | 2003 SP25  | 2003年9月17日 | 基特峰     | 太空监视                       |
| 小行星196649         | 2003 SG26  | 2003年9月17日 | 茂宜岛     | 近地小行星追踪                 |
| 小行星196650         | 2003 SM26  | 2003年9月17日 | 茂宜岛     | 近地小行星追踪                 |
| 小行星196651         | 2003 SN28  | 2003年9月18日 | 帕洛马山   | 近地小行星追踪                 |
| 小行星196652         | 2003 SG30  | 2003年9月18日 | 帕洛马山   | 近地小行星追踪                 |
| 小行星196653         | 2003 SV30  | 2003年9月18日 | 基特峰     | 太空监视                       |
| 小行星196654         | 2003 SS34  | 2003年9月18日 | 帕洛马山   | 近地小行星追踪                 |
| 小行星196655         | 2003 SY34  | 2003年9月18日 | 基特峰     | 太空监视                       |
| 小行星196656         | 2003 SA35  | 2003年9月18日 | 基特峰     | 太空监视                       |
| 小行星196657         | 2003 SR36  | 2003年9月18日 | 索科罗     | 林肯近地小行星研究小组         |
| 小行星196658         | 2003 SJ37  | 2003年9月16日 | 帕洛马山   | 近地小行星追踪                 |
| 小行星196659         | 2003 SR38  | 2003年9月16日 | 帕洛马山   | 近地小行星追踪                 |
| 小行星196660         | 2003 SQ40  | 2003年9月16日 | 帕洛马山   | 近地小行星追踪                 |
| 小行星196661         | 2003 SL41  | 2003年9月17日 | 帕洛马山   | 近地小行星追踪                 |
| 小行星196662         | 2003 SO43  | 2003年9月16日 | 可可尼诺县 | 洛厄尔天文台近地小行星搜寻计划 |
| 小行星196663         | 2003 SL44  | 2003年9月16日 | 可可尼诺县 | 洛厄尔天文台近地小行星搜寻计划 |
| 小行星196664         | 2003 SD46  | 2003年9月16日 | 可可尼诺县 | 洛厄尔天文台近地小行星搜寻计划 |
| 小行星196665         | 2003 SJ46  | 2003年9月16日 | 可可尼诺县 | 洛厄尔天文台近地小行星搜寻计划 |
| 小行星196666         | 2003 SF47  | 2003年9月16日 | 可可尼诺县 | 洛厄尔天文台近地小行星搜寻计划 |
| 小行星196667         | 2003 SN50  | 2003年9月18日 | 帕洛马山   | 近地小行星追踪                 |
| 小行星196668         | 2003 SW50  | 2003年9月18日 | 帕洛马山   | 近地小行星追踪                 |
| 小行星196669         | 2003 SK51  | 2003年9月18日 | 帕洛马山   | 近地小行星追踪                 |
| 小行星196670         | 2003 ST52  | 2003年9月19日 | 帕洛马山   | 近地小行星追踪                 |
| 小行星196671         | 2003 SU53  | 2003年9月16日 | 基特峰     | 太空监视                       |
| 小行星196672         | 2003 SY54  | 2003年9月16日 | 可可尼诺县 | 洛厄尔天文台近地小行星搜寻计划 |
| 小行星196673         | 2003 SZ54  | 2003年9月16日 | 可可尼诺县 | 洛厄尔天文台近地小行星搜寻计划 |
| 小行星196674         | 2003 SR56  | 2003年9月16日 | 基特峰     | 太空监视                       |
| 小行星196675         | 2003 SV56  | 2003年9月16日 | 基特峰     | 太空监视                       |
| 小行星196676         | 2003 SQ59  | 2003年9月17日 | 可可尼诺县 | 洛厄尔天文台近地小行星搜寻计划 |
| 小行星196677         | 2003 ST60  | 2003年9月17日 | 基特峰     | 太空监视                       |
| 小行星196678         | 2003 SD61  | 2003年9月17日 | 索科罗     | 林肯近地小行星研究小组         |
| 小行星196679         | 2003 SP61  | 2003年9月17日 | 索科罗     | 林肯近地小行星研究小组         |
| 小行星196680         | 2003 SB63  | 2003年9月17日 | 基特峰     | 太空监视                       |
| 小行星196681         | 2003 SZ63  | 2003年9月17日 | 伊德里亚   | Črni Vrh                       |
| 小行星196682         | 2003 SK64  | 2003年9月18日 | 帝王台     | 帝王台近地天體巡天             |
| 小行星196683         | 2003 SY64  | 2003年9月18日 | 帝王台     | 帝王台近地天體巡天             |
| 小行星196684         | 2003 SZ64  | 2003年9月18日 | 帝王台     | 帝王台近地天體巡天             |
| 小行星196685         | 2003 SB65  | 2003年9月18日 | 帝王台     | 帝王台近地天體巡天             |
| 小行星196686         | 2003 SC65  | 2003年9月18日 | 帝王台     | 帝王台近地天體巡天             |
| 小行星196687         | 2003 SH65  | 2003年9月18日 | 可可尼诺县 | 洛厄尔天文台近地小行星搜寻计划 |
| 小行星196688         | 2003 SQ66  | 2003年9月18日 | 帝王台     | 帝王台近地天體巡天             |
| 小行星196689         | 2003 SY67  | 2003年9月16日 | 茂宜岛     | 近地小行星追踪                 |
| 小行星196690         | 2003 SD70  | 2003年9月17日 | 基特峰     | 太空监视                       |
| 小行星196691         | 2003 SO70  | 2003年9月17日 | 茂宜岛     | 近地小行星追踪                 |
| 小行星196692         | 2003 SE71  | 2003年9月18日 | 基特峰     | 太空监视                       |
| 小行星196693         | 2003 SX73  | 2003年9月18日 | 基特峰     | 太空监视                       |
| 小行星196694         | 2003 SD74  | 2003年9月18日 | 基特峰     | 太空监视                       |
| 小行星196695         | 2003 SL74  | 2003年9月18日 | 基特峰     | 太空监视                       |
| 小行星196696         | 2003 SK75  | 2003年9月18日 | 基特峰     | 太空监视                       |
| 小行星196697         | 2003 SY76  | 2003年9月19日 | 基特峰     | 太空监视                       |
| 小行星196698         | 2003 SV77  | 2003年9月19日 | 基特峰     | 太空监视                       |
| 小行星196699         | 2003 SX78  | 2003年9月19日 | 基特峰     | 太空监视                       |
| 小行星196700         | 2003 SX80  | 2003年9月19日 | 基特峰     | 太空监视                       |